# Barbie - Nel mondo dei videogame
Barbie - Nel mondo dei videogame (Barbie: Video Game Hero) è un film d'animazione del 2017 diretto da Conrad Helten e Ezekiel Norton ed è il 35° film di Barbie. È stato l'ultimo film della serie ad essere distribuito internazionalmente in home video da Universal Pictures e ad essere trasmesso negli Stati Uniti da Nickelodeon. I film successivi verranno infatti diffusi direttamente in streaming da Netflix.

## Trama
Quando per magia Barbie entra a far parte del suo videogioco preferito, incontra Cutie, l'amica a forma di nuvoletta, e Bella, la principessa pattinatrice. Le tre scoprono presto che un emoji dispettoso sta cercando di assumere il controllo del gioco. Mentre passano da un livello all'altro, Barbie deve contare sulle sue capacità di gioco e di ragionamento per salvare la squadra e vincere.

## Doppiaggio
| Personaggio | Doppiatore originale | Doppiatore italiano |
| ----------- | -------------------- | ------------------- |
| Barbie      | Erica Lindbeck       | Emanuela Pacotto    |